# Hajná Nová Ves
Hajná Nová Ves (Hongaars: Szeptencújfalu) is een Slowaakse gemeente in de regio Nitra, en maakt deel uit van het district Topoľčany.
Hajná Nová Ves telt 343 inwoners.